# Maria Ohisalo
Maria Karoliina Ohisalo (ur. 8 marca 1985 w Helsinkach) – fińska polityk, badaczka i samorządowiec, posłanka do Eduskunty, od 2019 do 2023 przewodnicząca Ligi Zielonych, w latach 2019–2021 i 2022–2023 minister, deputowana do Parlamentu Europejskiego X kadencji.

## Życiorys
Ukończyła nauki społeczne na Uniwersytecie Helsińskim (2009). Na tej samej uczelni w tej samej dziedzinie uzyskiwała magisterium (2011) i doktorat (2017). Pracowała przy różnych projektach badawczych, m.in. na Uniwersytecie Wschodniej Finlandii.
Dołączyła do Ligi Zielonych. W latach 2013–2014 była współprzewodniczącą jej organizacji młodzieżowej ViNO. W 2015 objęła funkcję wiceprzewodniczącej partii. W 2017 została radną regionu Uusimaa i radną miejską Helsinek. W latach 2017–2019 wchodziła w skład zarządu miejskiego fińskiej stolicy. W wyborach w 2019 po raz pierwszy uzyskała mandat posłanki do Eduskunty. Z powodzeniem ubiegała się o poselską reelekcję w 2023.
6 czerwca 2019 objęła urząd ministra spraw wewnętrznych w koalicyjnym rządzie Anttiego Rinne. Została też jedynym kandydatem na funkcję przewodniczącego Ligi Zielonych. Objęła ją również w czerwcu 2019. 10 grudnia 2019 ponownie mianowana ministrem spraw wewnętrznych, dołączyła wówczas do nowo utworzonego gabinetu Sanny Marin.
W listopadzie 2021 odeszła z rządu w związku z urlopem macierzyńskim. W czerwcu 2022 powróciła w skład gabinetu, obejmując w nim urząd ministra środowiska i zmiany klimatu. Funkcję tę pełniła do czerwca 2023. W tym samym miesiącu na czele partii zastąpiła ją Sofia Virta. W 2024 została wybrana do Europarlamentu X kadencji.